# Desa Soco (administrativ by i Indonesien, Jawa Tengah, lat -6,69, long 110,86)
Desa Soco är en administrativ by i Indonesien.   Den ligger i provinsen Jawa Tengah, i den västra delen av landet, 400 km öster om huvudstaden Jakarta.